# Pinelia
Pinelia é um género botânico pertencente à família das orquídeas (Orchidaceae). Foi proposto por John Lindley em Folia Orchidacea. Pinelia 4, em 1853, ao descrever a Pinelia hypolepta, sua espécie tipo.

## Distribuição
O gênero Pinelia é composto por quatro raras e minúsculas espécies, as menores desta subtribo, epífitas, de crescimento cespitoso, muito semelhantes a Homalopetalum. As duas espécies brasileiras são naturais do sudeste, uma delas reportada para o alto da Serra do Mar em São Paulo, onde nasce escondida pelo úmido revestimento musgoso dos ramos mais altos das árvores, e por isso mesmo raramente encontrada. As outras espécies, uma do Caribe, outra da Venezuela, também sem nenhuma coleta registrada nos últimos anos.

## Descrição
Apresentam pseudobulbos pequenos elípticos, de secção redonda, muito agregados, com apenas uma pequena folha apical acanoada, curta, carnosa e acuminada. A inflorescência é delgada e alongada, ereta mas curvada na extremidade, com pequena flor solitária, raro duas, que mal passa de um centímetro de diâmetro.
Os segmentos florais não se abrem muito. As sépalas e pétalas são levemente atenuadas para a base, as pétalas menores que as sépalas. O labelo destaca-se mais que o restante dos segmentos, é levemente alongado, trilobado, com os pequenos lobos laterais concrescidos à coluna e lobo mediano livre, inteiro, na extremidade algo reflexo e acuminado.

## Filogenia
Em sua análise sobre a filogenia de Laeliinae publicada no ano 2000 em Lindleyana por Cássio van den Berg et al., Pinelia não foi estudada, entretanto como sua morfologia parece indicar, deve ser parente próxima de Homalopetalum, e portanto, junto com Domingoa e Nageliella, situar-se entre as Laelia da América Central e Schomburgkia. Sua situação exata por enquanto permanece incerta.
Em 1983, Rauschert, erradamente considerando que o nome Pinelia não poderia ser utilizado por ser variação ortográfica de Pinellia, outro gênero então já existente, da família das Araceae, propôs que este fosse substituído por Pinelianthe.
Existe uma espécie brasileira da Amazônia, classificada hoje como Prosthechea apuahuensis, que muito se aproxima morfologicamente das espécies de Pinelia e Homalopetalum.